# Lancer du poids féminin aux championnats du monde d'athlétisme 1995
Navigation
Stuttgart 1993 Athènes 1997
L'épreuve du lancer du poids féminin des championnats du monde d'athlétisme 1995 s'est déroulée le 5 août 1995 à l'Ullevi Stadion de Göteborg, en Suède. Elle est remportée par l'Allemande Astrid Kumbernuss.

## Résultats

### Finale
| Rang               | Athlète              | Pays       | Essais | Essais | Essais | Essais | Essais | Essais | Marque  | Notes |
| Rang               | Athlète              | Pays       | 1      | 2      | 3      | 4      | 5      | 6      | Marque  | Notes |
| ------------------ | -------------------- | ---------- | ------ | ------ | ------ | ------ | ------ | ------ | ------- | ----- |
| Médaille d'or      | Astrid Kumbernuss    | Allemagne  | 20.52  | 20.59  | 21.22  | 20.09  | X      | 20.23  | 21.22 m |       |
| Médaille d'argent  | Huang Zhihong        | Chine      | 19.92  | 20.04  | X      | X      | X      | —      | 20.04 m |       |
| Médaille de bronze | Svetla Mitkova       | Bulgarie   | 18.70  | 18.32  | 19.04  | 18.93  | 18.99  | 19.56  | 19.56 m |       |
| 4                  | Kathrin Neimke       | Allemagne  | 18.37  | 19.30  | 18.72  | 19.11  | 19.15  | X      | 19.30 m |       |
| 5                  | Sui Xinmei           | Chine      | 18.90  | X      | X      | 18.42  | 18.60  | 19.09  | 19.09 m |       |
| 6                  | Zhang Liuhong        | Chine      | 17.94  | 18.47  | 19.07  | 18.23  | 18.60  | 18.47  | 19.07 m |       |
| 7                  | Ramona Pagel         | États-Unis | X      | 18.39  | 18.81  | 18.11  | X      | 17.78  | 18.81 m |       |
| 8                  | Stephanie Storp      | Allemagne  | 18.22  | 18.01  | 18.81  | X      | X      | —      | 18.81 m |       |
| 9                  | Connie Price-Smith   | États-Unis | 18.72  | 18.66  | X      |        |        |        | 18.72 m |       |
| 10                 | Valentina Fedyushina | Ukraine    | 18.03  | X      | X      |        |        |        | 18.03 m |       |
| 11                 | Vita Pavlysh         | Ukraine    | 17.97  | X      | X      |        |        |        | 17.97 m |       |
| 12                 | Irina Korzhanenko    | Russie     | X      | X      | 17.88  |        |        |        | 17.88 m |       |

## Légende
Records et Performances
- AR : Record continental (area record)
- CR : Record des championnats (championship record)
- MR : Record du meeting (meet record)
- NR : Record national (national record)
- OR : Record olympique (olympic record)
- PR : Record paralympique (paralympic record)
- PB : Record personnel (personal best)
- SB : Meilleure performance personnelle de la saison (season's best)
- WL : Meilleure performance mondiale de l'année (world leader)
- WJR : Record du monde junior (world junior record)
- WR : Record du monde (world record)

Circonstances et Conditions
- DNF : N'a pas terminé (did not finish)
- DNS : N'a pas pris le départ (did not start)
- DQ : Disqualification (disqualification)
- NM : Aucun essai valable enregistré (No Mark)
- Q : Qualifié « directement » au prochain tour (ou à la prochaine compétition), lors d'une compétition majeure, grâce au classement ou à la réalisation des minima (automatic qualifier)
- q : Qualifié au prochain tour (ou à la prochaine compétition), lors d'une compétition majeure, grâce au repêchage ou à la réalisation de l'une des meilleures performances parmi celles des « non qualifiés directement » (grâce au meilleur temps ou à la meilleure distance par exemple) (secondary qualifier)